# Mariehamns idrottsgård

Mariehamns idrottsgård är en idrottsanläggning i Mariehamn på Åland. Den ursprungliga byggnaden ritades av arkitekt Einari Teräsvirta och byggdes 1964 och öppnade i mars 1967. Tillbyggnad med bowlinghall byggdes 1980 och öppnade i augusti 1982. Idrottsgården inrymmer  idrottshall, gym, judohall, bowlinghall, mötesrum och café.